# Коліцгайм
Коліцгайм (нім. Kolitzheim) — громада в Німеччині, розташована в землі Баварія. Підпорядковується адміністративному округу Нижня Франконія. Входить до складу району Швайнфурт.
Площа — 59,02 км2. Населення становить 5650 ос. (станом на 31 грудня 2020).